# Bakke Bro (Trondheim)
63°25′58″N 010°24′19″Ø / 63.43278°N 10.40528°Ø
Bakke bru er en bjælkebro over Nidelven i Trondheim fra Olav Tryggvasons gate til krydset Innherredsveien/Nedre Bakklandet.Den første bro på stedet blev bygget i 1887, mens den nuværende er fra 1927 og er tegnet af Olaf Nordhagen og August Albertsen, og konstrueret af overingeniør Hallvard Grytnes. Broens hovedspænd er 16,8 meter og gennemsejlingshøjden er 6,9 meter. Lygterne er lavet af blikkenslager Edvard Danielsen.